# 沃爾沃思縣 (威斯康辛州)
沃爾沃思县（英語：Walworth County）是位於美国威斯康辛州南部的一個縣，南界伊利诺伊州，面積1,493平方公里。根據2020年美國人口普查統計，共有人口10萬6,478人。縣治埃爾克霍恩（Elkhorn）。該縣成立於1836年12月7日，縣政府成立於1839年；縣名紀念來自纽约州的聯邦眾議員魯本·H·沃爾沃斯。